# 6675 Sisley
6675 Sisley eller 1493 T-2 är en asteroid i huvudbältet som upptäcktes den 29 september 1973 av den nederländsk-amerikanske astronomen Tom Gehrels och det nederländska astronomparet Ingrid van Houten-Groeneveld och Cornelis Johannes van Houten vid Palomarobservatoriet. Den är uppkallad efter den franske målaren Alfred Sisley.
Asteroiden har en diameter på ungefär 8 kilometer.